# Sophia Kirkby
Sophia Kirkby (14 de junio de 2001) es una deportista estadounidense que compite en luge en la modalidad doble. Ganó tres medallas en el Campeonato Mundial de Luge, en los años 2022 y 2024.

## Palmarés internacional
| Campeonato Mundial | Campeonato Mundial    | Campeonato Mundial | Campeonato Mundial |
| Año                | Lugar                 | Medalla            | Prueba             |
| ------------------ | --------------------- | ------------------ | ------------------ |
| 2022               | Winterberg (Alemania) | Medalla de bronce  | Doble              |
| 2024               | Altenberg (Alemania)  | Medalla de plata   | Equipo             |
| 2024               | Altenberg (Alemania)  | Medalla de bronce  | Doble              |